# Anders Hedberg (kooperatör)
Anders Magnus Hedberg, född 13 augusti 1895 i Stockholm, död där 2 augusti 1985, var en svensk kooperatör och författare. Han var bror till författaren Olle Hedberg.
Anders Hedberg var son till civilingenjören Carl David Hedberg. Efter studentexamen i Stockholm 1914 och officersexamen 1916 tjänstgjorde han 1916–1919 vid Göta livgarde och var från 1942 kapten i Svea livgardes reserv. 1920 blev han filosofie kandidat vid Uppsala universitet. Hedberg anställdes 1920 i Kooperativa Förbundet och var där verksam med organisations- och propagandauppgifter samt som internationell kontaktman. Han publicerade ett stort antal kooperativa skrifter, av vilka många utgavs i flera upplagor och översattes till flera språk. Hedberg var ledamot av Internationella kooperativa alliansens styrelse från 1929. Vid tillkomsten av den kooperativa glödlampsindustrin Luma i Stockholm 1930 och British Luma i Glasgow var han en av de främsta drivande krafterna och gjorde betydelsefulla insatser särskilt som propagandist i tal och skrift. Hedberg var styrelseledamot i Svenska Lumaförbundet 1931–1940. 1937 sändes han av Kooperativa förbundet till USA på en omfattande föreläsningsturné om svensk kooperation och svensk socialpolitik. Hedberg som flera gånger besökte USA, var mycket insatt i amerikanskt affärsliv och amerikansk kultur. Han tjänstgjorde 1943–1945 som VD i Reader's Digest AB som utgav tidskriften Det Bästa, men återvände därefter till sin verksamhet vid Kooperativa förbundet. Hedberg utsågs till ledamot av Internationella handelskammarens distributionskommitté 1932 och Internationella arbetsbyråns rationaliseringskommitté 1936.